# Мулај Абдерахман
Абдерахман (арап. عبد الرحمن, рођен 1778. - умро 1859) је био султан Марока од 1822. до 1859. године.
Због честих сукоба мароканских гусара на стране бродове долазио је у сукоб са Шпанијом, Аустријом и Енглеском. Када је Француска окупирала Алжир (1830) постао је њен непријатељ. Потпомагао је устанак Алжираца под вођством њиховог емира Абд-ел-Кадера, а потом и ушао у рат против Француза. Абд-ер-Рахман је имао за циљ да један део Алжира припоји Мароку. Од француза је потучен 1844. године и био је прикључен да закључи мир којим се одрекао својих претензија на Алжир, али је сачувао независност Марока.
Абд-ер-Рахман је био члан династије Алауита. Наследио га је Мухамед IV.